# 東御嶽 (竹富町新城上地)
東御嶽（あーるうがん、あーりぃうがん）は、沖縄県竹富町の新城島（上地島）にある御嶽。磯御嶽（いしゃーうがん、いしょーうがん）、グスクウガン（クースクウガン）、ザンヌオンとも呼ばれる。人魚神社（にんぎょじんじゃ）という通称で呼ばれることもあるが、神社ではない。

## 概要
新城島を構成する2島のうち、北側に位置する上地島には4つの御嶽がある。東御嶽はそのうち最も歴史が古く、美御嶽（ナハウガン）に次ぐ聖地とされる御嶽である。上地島唯一の集落の東（アール）に位置し、龍宮の神を祀る。御嶽は岩石の台地上にあり、拝所の裏には石垣で囲まれた屋敷跡がある。周辺からはパナリ焼きが出土する。
御嶽に続く道には「立ち入り禁止」の札が掛かっており、氏子以外は鳥居から先に立ち入ることはできない。

## 歴史
島の元御嶽（ムトゥウガン）とも呼ばれる御嶽で、上地島に人が住むようになった当初に創建されたと伝えられる。上地島の歴史には不詳な点が多いが、1477年に朝鮮・済州島の漂流民3人が与那国島に漂着し、島伝いに送還された際に新城島の記録を残しており、その頃には住民が定住していたことが分かる。
琉球王府により人頭税が課せられた時代には、水が乏しく農作物が育たない新城島にはジュゴン（ザン、ザヌ）の干肉の貢納が命じられた。この御嶽には捕獲したジュゴンの頭骨が奉納され、ジュゴンを含む豊漁が祈願された。かつて御嶽にはジュゴンの頭骨が山積みされていたが、盗まれる等してその数は減少している。「ザンヌオン」という別名は「ジュゴンの御嶽」という意味であり、「磯御嶽」の「磯」には「海」という意味もある。

## 祭祀
島の三大行事である豊年祭（ブル）、節祭（シヰチヰ）、結願祭（キチュガン）で、祈願の対象となる。
神司は安里家（アールアサデー）、カマンガーは新家（アーラエー）であるが、2013年時点で神司は不在である。